# Joachim Nikolas Eggert
Pour les articles homonymes, voir Eggert.
Joachim Nikolas Eggert (Gingst, 22 février 1779 – Thomestorp, 14 avril 1813) est un compositeur et directeur musical suédois. Il est le chaînon symphonique suédois entre Kraus et Berwald.

## Biographie
Eggert naît à Gingst, sur l'île de Rügen, à l'époque partie de la Poméranie suédoise, fils d'un cordonnier. Vers ses onze ans, il commence l'étude du violon grâce à l'organiste local, Johann Friedrich Dammas, qui  remarquant ses dispositions, lui apprend également la théorie et la harpe. Contre la volonté de son père, en 1794, il poursuit son éducation musicale à Stralsund, tant en violon qu'en composition avec Friedrich Kuhlo et en 1800 la composition avec Ferdinand Fischer et Friedrich Gottlob Fleicher. Dans les premières années du XIXe siècle, il étudie la théorie musicale à Brunswick et à Göttingen, avec Johann Nikolaus Forkel.
En 1802, il obtient sa première nomination en tant que maître de chapelle à la cour du théâtre de Schwerin qu'il quitte six mois plus tard pour entreprendre un voyage à Saint-Pétersbourg, mais malade, il reste à Stockholm, où plus tard, lui est offerte une place de violoniste dans l'orchestre de la cour de Suède. Il reçoit rapidement des commandes pour des compositions. En 1807, il est nommé membre de la l'académie royale de musique de Suède et la même année, y fait ses débuts en tant que directeur musical. Entre 1808 et 1812, il travaille comme un Hofkapellmeister à l'orchestre de la Cour. Il est mort à Thomestorp, Östergötland, de la tuberculose, à trente-quatre ans.
L'essentiel de ses compositions sont des œuvres instrumentales, comme des opéras, cantates, musique de drames et des symphonies. Il introduit des éléments du classicisme viennois dans la culture musicale suédoise. Dans le cadre de ses activités en tant que maître de chapelle, il introduit pour la première fois en 1808, des œuvres de Beethoven dans le répertoire de concert suédois. Il a également acquis sa célébrité par la direction d'interprétations, dès 1809, de l'oratorio de Haydn, Les Saisons et de l'opéra La Flûte enchantée de Mozart, en 1812.

## Œuvres
Eggert laisse deux opéras, treize quatuors à cordes, un sextuor pour vents et cordes, un autre pour cordes et cinq symphonies (la dernière inachevée), ainsi que des œuvres vocales, dont des cantates de circonstances.

### Musique de chambre
- Quatuors à cordes, op. 1 : n° 1 en sol majeur ; n ° 2 en fa mineur (c. 1810), n° 3 en fa majeur
- Quatuors à cordes, op. 2 : n° 1 en si bémol majeur ; n° 2 en sol mineur, n° 3 en ré mineur
- Quatuors à cordes, op. 3 : n° 1 en ut mineur ; n° 2 en sol majeur ; n° 3 en la majeur
- Quatuors à cordes, WoO : en sol majeur ; en ré mineur ; en la majeur (c.1800), en ré majeur (1810)
- Scherzo et trio en sol mineur, pour quatuor à cordes
- Fugue en ré, pour quatuor à cordes
- Sextuor à cordes en fa mineur à 2 violons, 2 alto, violoncelle et contrebasse (c. 1800-1810)
- Sextuor en fa mineur pour clarinette, cor, violon, alto, violoncelle et contrebasse (1807)

### Symphonies
- Symphonie n° 1 en ut majeur (1805)
- Symphonie n° 2 en sol mineur “Skjöldebrand” (1806)
- Symphonie n° 3 en mi bémol majeur (1807)
- Symphonie n° 4 en ut mineur « Guerre et Paix » (1812)
- Symphonie n° 5 en ré mineur (inachevé)

### Cantates et musique de cérémonie
- Musique funèbre pour le duc Frédéric Adolf (1804)
- Cantate commémorant la paix entre la Suède et la Russie (1809)
- Cantate pour honorer l'arrivée du Prince Carl Johann Bernadotte à Stockholm (1810)
- Musique pour le couronnement de Charles XIII (1809)
- Cantate pour honorer le président de Stockholm Eric House. « Werdarnes evige konung » (Le monde du roi éternel).
- Cantate « Hwad stark gudomlig kraft » (Quelle puissance divine)
- Cantate « Ljud av salla Odens rost » (La voix du bienheureux Odin)

### Opéras
- Les Maures en Espagne (1809)
- Svante Sture och Märta Leijonhufvud (1812)

## Discographie
- Quatuor à cordes en ut mineur - Quatuor Salomon : Michaela Comberti et Simon Standage, violons ; Trevor Jones, alto ; Jennifer Ward Clarke, violoncelle (28-30 mars 1991, Musica Sveciae) (OCLC 30610360) — avec des œuvres d'Anders Wesström et Jean Martin de Ron
- Symphonies nos 1 et 3 - Orchestre symphonique de Gävle, dir. Gérard Korsten (23-27 novembre 2009, Naxos) (OCLC 922995934)
- Symphonies nos 2 et 4 - Orchestre symphonique de Gävle, dir. Gérard Korsten (10-14 mars 2014, Naxos) (OCLC 930262244)